# Lepthyphantes afer
Lepthyphantes afer là một loài nhện trong họ Linyphiidae.
Loài này thuộc chi Lepthyphantes. Lepthyphantes afer được Eugène Simon miêu tả năm 1913.